# 接骨木
接骨木（学名：Sambucus williamsii），亦称“扦扦活”，是五福花科接骨木属的植物。20-30种，大多原产于两半球温带或亚热带森林地区。主要为灌木及小乔木，是重要的森林树种，灌木是重要的庭园栽培植物，其浆果为野生动物的食物或制酒、药品等。

## 形态
落叶灌木，达4-8米，枝有皮孔，光滑无毛，老叶具黄褐色髓心。卵形或椭圆形对生羽状复叶，小叶5-7枚。春季开黄白色小花，在枝端密集成圆锥状聚伞花序。红色圆球形浆果。

## 分布
分布在中国的吉林、辽宁、黑龙江、河北、河南、山东、山西、陕西、甘肃、湖北、湖南、安徽、江苏、浙江、福建、广东、广西、云南、贵州、四川等地，欧洲亦有栽种，生长于海拔540米至1,600米的地区，一般生长在山坡、路边、灌丛中、沟边或宅边。

## 用途
庭园内有时栽作观赏树。中医学上以茎、枝入药，性平、味甘苦，功能祛风湿、行血通络，主治风湿痹痛、跌打损伤、筋脉不利等症，并可外用。在中国，已有几个世纪用接骨木的茎枝治疗骨折的历史。《本草新编》记载：“接骨木，入骨节，专续筋接骨。”当今，接骨木被制成膏药、蜜丸、胶囊等剂型，广泛应用于治疗跌打损伤、骨折等症。
可對抗自由基和發炎，減緩咳嗽和充血狀況。可建造血液並有清血的功能，減輕便秘。加強免疫系統的功能。可增加流汗，降低發燒的溫度，緩和呼吸及刺激循環。可有效的對抗流行性感冒的病毒。接骨木花可用來緩和皮膚的疼痛。
在英國小說《哈利波特》中用來製作魔杖的是西洋接骨木，並非此種接骨木。

## 别名
木蒴藋（《唐本草》） 续骨草（《本草纲目》） 九节风（《中国经济植物志》）

## 异名
- Sambucus buergeriana auct. non Blume ex Nakai
- Sambucus latipinna auct. non Nakai
- Sambucus mandshurica Kitag.
- Sambucus sieboldiana (Miq.) Bl. ex Graebner

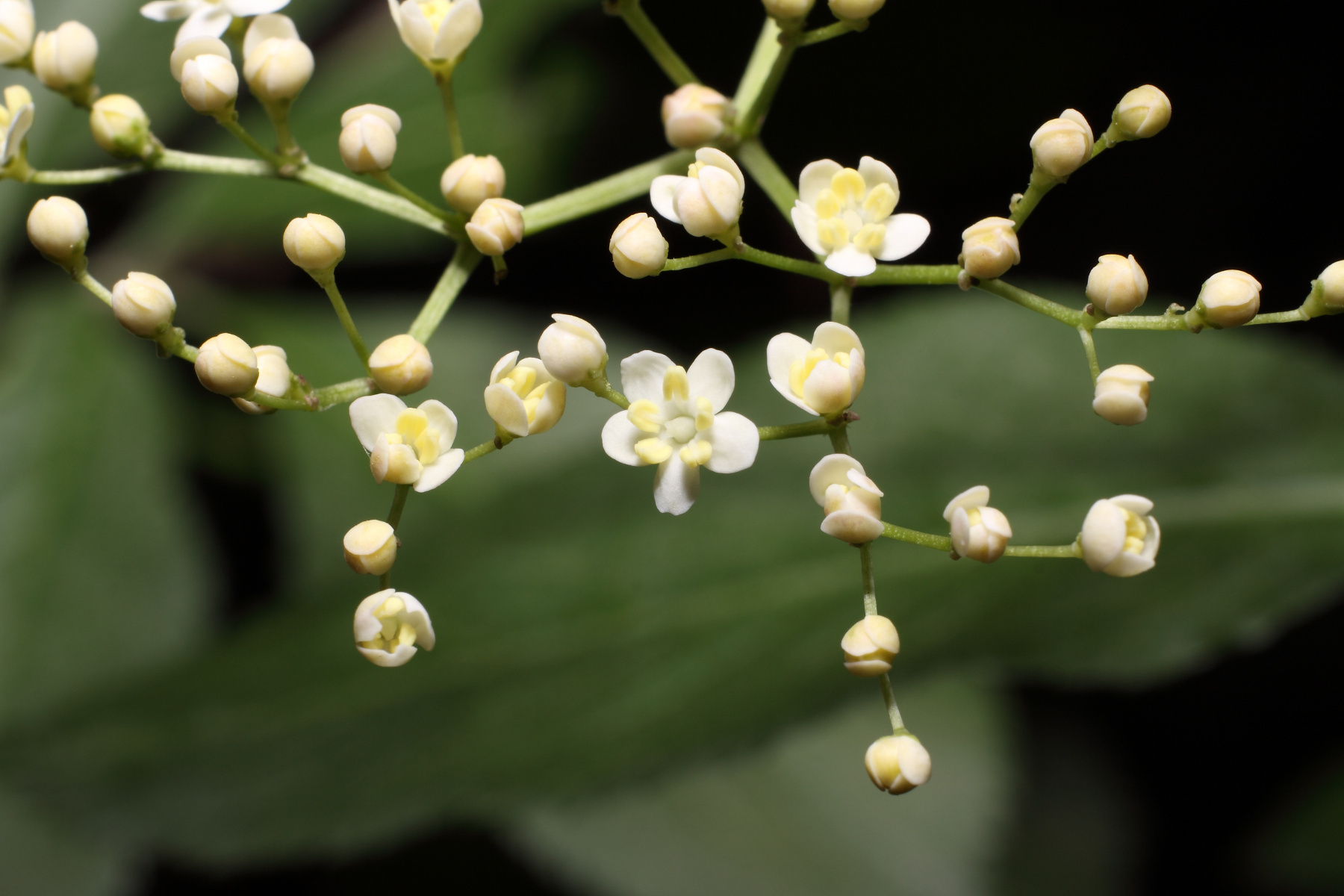
接骨木花

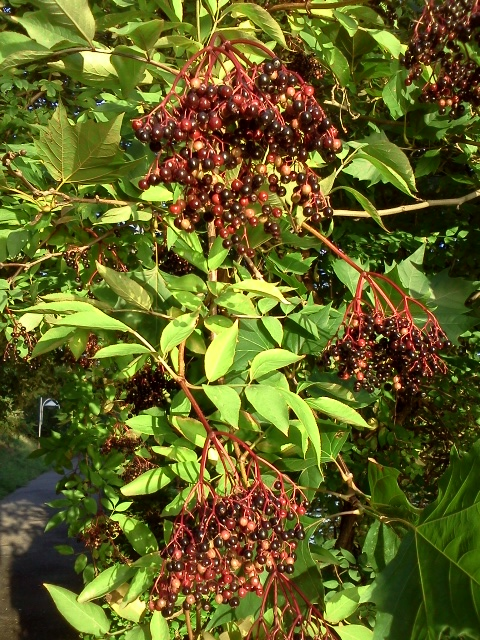
接骨木浆果

- Sambucus williamsii Hance var. coreana (Nakai) Nakai
- Sambucus williamsii Hance var. miquelii (Nakai) Y. C. Tang

## 延伸阅读
[在维基数据编辑]
 《欽定古今圖書集成·博物彙編·草木典·接骨木部》，出自陈梦雷《古今圖書集成》